# Liste der Mitglieder der Badischen Ständeversammlung 1850 bis 1851
Diese Liste umfasst die Mitglieder der Ständeversammlung des Großherzogtums Baden für die Sessionen des 14. ordentlichen Landtags. Die Eröffnung fand am 6. März 1850 statt. Vom 27. März 1850 vertagte sich der Landtag bis zur Wiedereröffnung am 26. August 1850. Die Schlusssitzung fiel auf den 4. Februar 1851. Insgesamt fanden 51 Sitzungen der Ersten Kammer und 83 Sitzungen der Zweiten Kammer statt.

## Präsidium der Ersten Kammer
Präsident: Markgraf Wilhelm von Baden

Vizepräsident: Fürst Karl Egon zu Fürstenberg

2. Vizepräsident: Freiherr Franz Rüdt von Collenberg-Eberstadt

Stellvertreter des 2. Vizepräsidenten: Freiherr Franz von Rinck

## Mitglieder der Ersten Kammer

### Prinzen des Hauses Baden
- Erbgroßherzog Ludwig von Baden (war nie anwesend)
- Prinz Friedrich von Baden
- Markgraf Wilhelm von Baden
- Markgraf Maximilian von Baden

### Standesherren
- Fürst Karl Egon zu Fürstenberg
- Fürst Karl zu Leiningen (war nie anwesend)
- Fürst Erwein von der Leyen (war nie anwesend)
- Fürst Georg zu Löwenstein-Wertheim-Freudenberg (war nie anwesend)
- Fürst Karl Friedrich zu Löwenstein-Wertheim-Freudenberg (war nie anwesend)
- Graf Karl Theodor zu Leiningen-Billigheim (war nie anwesend)
- Graf August Clemens zu Leiningen-Neudenau (war nie anwesend)

### Vertreter des erblichen Landstands
- Graf Ludwig Wilhelm August von Langenstein und Gondelsheim

### Vertreter der katholischen Kirche
- Hermann von Vicari,[1] Erzbischof von Freiburg (war nie anwesend)

### Vertreter der evangelischen Landeskirche
- Ludwig Hüffell,[1] Prälat der Evangelischen Landeskirche

### Vertreter des grundherrlichen Adels

#### Oberhalb der Murg
- Freiherr Heinrich Bernhard von Andlaw-Birseck
- Graf Karl von Kageneck, Regierungsrat
- Freiherr Franz von Rinck
- Freiherr Hans von Türckheim, Legationsrat

#### Unterhalb der Murg
- Freiherr Karl von Gemmingen-Treschklingen
- Freiherr Karl von Göler, der Ältere
- Freiherr Franz von Kettner, Oberforstmeister
- Freiherr Karl Rüdt von Collenberg-Bödigheim

### Vertreter der Landesuniversitäten
- Heinrich Zöpfl,[1] Hofrat, Vertreter der Universität Heidelberg
- Johann Baptist von Hirscher,[1] Geheimrat, Vertreter der Universität Freiburg

### Vom Großherzog ernannte Mitglieder
- Freiherr Franz Rüdt von Collenberg-Eberstadt, Staatsrat
- Freiherr Franz von Stengel, Staatsrat
- Josef Obkircher, Hofgerichtspräsident
- Freiherr August Marschall von Bieberstein, Geheimrat
- Freiherr Wilhelm Ludwig von Gemmingen, Oberstforstrat
- Oberst Felix von Noël, gefolgt von Oberst Karl Freiherr von Reck
- Christian Sautier, Handelsmann
- Friedrich Lauer, Fabrikant

## Präsidium der Zweiten Kammer
Präsident: Johann Baptist Bekk

1. Vizepräsident: Johann Baptist Bader

2. Vizepräsident: Christof Franz Trefurt

## Die gewählten Abgeordneten der Zweiten Kammer

### Stadtwahlbezirke
| Wahlbezirk | Bezeichnung des Wahlbezirks     | Name des Abgeordneten      |
| ---------- | ------------------------------- | -------------------------- |
| S1         | Wahlbezirk der Stadt Überlingen | Franz Josef Hergt          |
| S2         | Wahlbezirk der Stadt Konstanz   | Karl Mathy                 |
| S3         | Wahlbezirk der Stadt Freiburg   | Franz Hägelin              |
| S3         | Wahlbezirk der Stadt Freiburg   | Franz-Josef Meyer-Kapferer |
| S4         | Wahlbezirk der Stadt Lahr       | Rudolf Baum                |
| S4         | Wahlbezirk der Stadt Lahr       | Friedrich Wilhelm Wagner   |
| S4         | Wahlbezirk der Stadt Lahr       | Alexander von Soiron       |
| S5         | Wahlbezirk der Stadt Offenburg  | Josef Karl Burger          |
| S6         | Wahlbezirk der Stadt Rastatt    | Georg Ignaz Oster          |
| S7         | Wahlbezirk der Stadt Baden      | Franz Anton Küßwieder      |
| S8         | Wahlbezirk der Stadt Karlsruhe  | August Lamey               |
| S8         | Wahlbezirk der Stadt Karlsruhe  | Jakob Friedrich Malsch     |
| S8         | Wahlbezirk der Stadt Karlsruhe  | Gottfried Stösser          |
| S9         | Wahlbezirk der Stadt Durlach    | Karl Zittel                |
| S10        | Wahlbezirk der Stadt Pforzheim  | August Dennig              |
| S10        | Wahlbezirk der Stadt Pforzheim  | Friedrich Bissing          |
| S11        | Wahlbezirk der Stadt Bruchsal   | Bernhard August Prestinari |
| S12        | Wahlbezirk der Stadt Mannheim   | Karl Georg Hoffmann        |
| S12        | Wahlbezirk der Stadt Mannheim   | Gustav Friedrich Reiß      |
| S12        | Wahlbezirk der Stadt Mannheim   | Ernst Ludwig Weller        |
| S13        | Wahlbezirk der Stadt Heidelberg | Alexander von Dusch        |
| S13        | Wahlbezirk der Stadt Heidelberg | Johann Friedrich Schaaf    |
| S14        | Wahlbezirk der Stadt Wertheim   | Georg Michael Schmitt      |

### Ämterwahlbezirke
| Wahlbezirk | Bezeichnung des Wahlbezirks                                                              | Name des Abgeordneten                  |
| ---------- | ---------------------------------------------------------------------------------------- | -------------------------------------- |
| A1         | Wahlbezirk der Ämter Meersburg, Salem, Pfullendorf und Überlingen                        | Johann Baptist Bekk                    |
| A2         | Wahlbezirk der Ämter Radolfzell, Blumenfeld und Konstanz                                 | Johann Baptist Bader                   |
| A3         | Wahlbezirk der Ämter Stockach, Meßkirch und Engen                                        | Johann Benedikt Fischler               |
| A4         | Wahlbezirk der Ämter Blumberg, Stühlingen, Bonndorf, Löffingen und Neustadt              | Caspar Anton Mayer                     |
| A5         | Wahlbezirk der Ämter Villingen und Hüfingen                                              | Ludwig Kirsner                         |
| A6         | Wahlbezirk der Ämter Tiengen, Jestetten, St. Blasien und Waldshut                        | Christof Franz Trefurt                 |
| A7         | Wahlbezirk der Ämter Säckingen, Laufenburg und Schönau                                   | Johann Baptist Schey                   |
| A8         | Wahlbezirk der Ämter Schopfheim und Kandern                                              | Konrad Sutter                          |
| A9         | Wahlbezirk des Amtes Lörrach                                                             | Eduard Kaiser                          |
| A10        | Wahlbezirk des Amtes Müllheim                                                            | Nicolaus Blankenhorn-Krafft            |
| A11        | Wahlbezirk der Ämter Staufen und Heitersheim                                             | Franz Xaver Riesterer                  |
| A12        | Wahlbezirk des Amtes Altbreisach mit zum Stadtamt Freiburg zugehörigen Landorten         | Marquard Huber von Gleichenstein       |
| A13        | Wahlbezirk des Landamtes Freiburg (I) und des Amtes St. Peter                            | Alois Mayer                            |
| A14        | Wahlbezirk des Landamtes Freiburg (II) und der Ämter Waldkirch und Elzach                | Johann Nepomuk Fromherz                |
| A15        | Wahlbezirk des Amtes Emmendingen                                                         | Christian Bär                          |
| A16        | Wahlbezirk der Ämter Endingen und Kenzingen                                              | Anton Nombride                         |
| A17        | Wahlbezirk der Ämter Triberg, Hornberg, Wolfach und Haslach                              | Josef Zentner                          |
| A18        | Wahlbezirk des Amtes Ettenheim                                                           | Johann Melchior Fieser                 |
| A19        | Wahlbezirk des Amtes Lahr                                                                | Wilhelm Bausch                         |
| A20        | Wahlbezirk des Amtes Offenburg mit Teilen des Amtes Appenweier                           | Karl Zell                              |
| A21        | Wahlbezirk der Ämter Gengenbach und Oberkirch mit Teilen des Amtes Appenweier            | Franz Xaver Kimmig                     |
| A22        | Wahlbezirk der Ämter Rheinbischofsheim und Kork                                          | Jakob Dörr                             |
| A23        | Wahlbezirk der Ämter Achern und Bühl                                                     | Ignaz Ludwig Stolz                     |
| A24        | Wahlbezirk der Ämter Ettlingen und Rastatt                                               | Jakob Ullrich                          |
| A25        | Wahlbezirk der Ämter Baden, Gernsbach und Steinbach                                      | Vollrath Vogelmann                     |
| A26        | Wahlbezirk des Landamtes Karlsruhe mit Teilen des Landamtes Bruchsal                     | Karl Friedrich Stockhorner von Starein |
| A27        | Wahlbezirk der Ämter Durlach und Stein                                                   | Ludwig Häußer                          |
| A27        | Wahlbezirk der Ämter Durlach und Stein                                                   | Karl Friderich                         |
| A28        | Wahlbezirk des Amtes Pforzheim                                                           | Karl Gottlieb Gottschalk               |
| A29        | Wahlbezirk des Amtes Bruchsal mit Teilen des Amtes Eppingen                              | Jakob Wilhelm Speyerer                 |
| A30        | Wahlbezirk des Amtes Bretten mit Teilen des Amtes Eppingen                               | Karl Theodor Welcker                   |
| A31        | Wahlbezirk der Ämter Philippsburg und Schwetzingen                                       | Friedrich Christian Rettig             |
| A32        | Wahlbezirk der Ämter Wiesloch und Neckargmünd                                            | Karl Junghanns                         |
| A33        | Wahlbezirk des Amtes Sinsheim mit Teilen des Amtes Eppingen                              | Friedrich Daniel Bassermann            |
| A34        | Wahlbezirk des Amtes Heidelberg                                                          | Wilhelm Helmreich                      |
| A35        | Wahlbezirk der Ämter Ladenburg und Weinheim                                              | Karl Ludwig Hübsch                     |
| A36        | Wahlbezirk des Amtes Neckarbischofsheim mit Teilen des Amtes Mosbach (links des Neckars) | Karl Ludwig Böhme                      |
| A37        | Wahlbezirk des Amtes Eberbach mit Teilen des Amtes Mosbach (rechts des Neckars)          | Friedrich Theodor Schaaf               |
| A38        | Wahlbezirk der Ämter Buchen und Osterburken                                              | Johann Christian Metzger               |
| A39        | Wahlbezirk des Amtes Boxberg                                                             | Franz Anton Regenauer                  |
| A40        | Wahlbezirk der Ämter Tauberbischofsheim und Gerlachsheim                                 | Georg Martin Hildebrandt               |
| A41        | Wahlbezirk der Ämter Wertheim und Walldürn                                               | Felix Anton Kieser                     |

## Belege und Anmerkungen
1. 1 2 3 4 5 6 7 8 9  Dieser Mandatsträger ist in den amtlich veröffentlichten Abgeordnetenlisten als promovierter Akademiker ausgewiesen, d. h. dort üblicherweise mit einem vor dem Namen stehenden Doktor-Grad verzeichnet
2. 1 2  Bis 1931 hieß die Stadt Baden-Baden nur Baden.